# دايفيد جونسون (عالم)
دايفيد جونسون (بالإنجليزية: David S. Johnson) (و. 1945 – 2016 م) هو عالم حاسوب، ومهندس أمريكي، ولد في واشنطن، كان عضوًا في رابطة مكائن الحوسبة، توفي عن عمر يناهز 71 عاماً.

## التعليم
تعلم في معهد ماساتشوستس للتكنولوجيا، وكلية أمهرست.

## جوائز
حصل على جوائز منها:
- Knuth Prize [الإنجليزية]‏ (2010)
- زمالة رابطة مكائن الحوسبة [الإنجليزية]‏ (1995)
- Frederick W. Lanchester Prize [الإنجليزية]‏ (1979)
- زمالة جمعية الرياضيات الصناعية والتطبيقية
- زمالة جمعية للآلات البرمجية.